# Zaprudni (Krasnodar)
Zaprudni (del ruso: Запрудный) es un posiólok del raión de Krylovskaya del krai de Krasnodar de Rusia. Está situado 7 km al sur de Krylovskaya y 154 km al nordeste de Krasnodar, la capital del krai. Tenía 439 habitantes en 2010
Pertenece al municipio Oktiábrskoye.